# Number One (gitár)
A „Number One” vagy „First Wife” (első feleség) Stevie Ray Vaughan saját elektromos gitárja. A hangszer egy 1963-as gyártású Fender Stratocaster, három tónusú sunburst színezéssel. A gitárt Stevie 1973-ban vásárolta Austinban a Ray Hennig's Heart of Texas hangszerboltban. A legendás bluesgitáros minden stúdióalbumának felvételei során használta a hangszert. A Number One jelenleg Stevie testvére, Jimmie Vaughan birtokában van.
Stevie halála után, 1992-ben a Fender cég tisztelete jeléül piacra dobta az SRV Signature Stratocastert, melynek specifikációja megegyezik Stevie eredeti hangszerével.

## Jellemzői
- égerfa test – 3 tónusú sunburst lakkozás
- juharfa nyak (ovális, "D" méretű – a legvastagabb), paliszander fogólap
- legvastagabb (jumbo) érintők
- 3 egytekercses (single-coil) hangszedő
- 5 állású hangszínváltó kapcsoló
- hangerő, hangszín, hangszín potméterek
- balkezes húrláb
  - 5 rugóval használta a tremolót
  - a húrláb alatt 'Custom' matrica

Stevie élete során több változáson ment keresztül a gitár. A húrláb balkezesre lett cserélve, így a tremolókar a másik oldalra került. Az eredetileg fehér koptatólapot feketére cserélte, melyen szinte mindig szerepelt a jellegzetes S.R.V. matrica több változatban.
A nyakat néhány hónappal Stevie halála előtt Rene Martinez gitártechnikus cserélte ki, mert az egyik koncerten egy nehéz színpadi kellék rázuhant és darabokra törte. A hangolókulcsok is cserélve lettek aranyozott, gyöngyház gombosra. Az érintőket többször kellett cserélni, mivel nagyon gyakran használta Stevie kedvenc gitárját, melyet gyakran emlegetett `59 néven, mivel a nyakon az 1959-es év szerepel).

### A Number One replika (Fender Custom Shop)

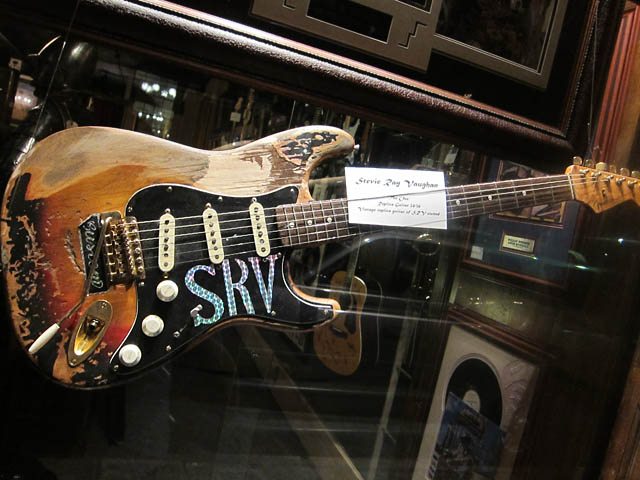
A Number One replika

2003-ban a Fender Custom Shop részlege bejelentette, hogy egy limitált 100 darabos sorozatban kiadják az eredeti Number One gitár pontos másolatát egyenként 10.000 dolláros áron. A gitár végül 2004. január 15-én került bemutatásra a NAMM Show hangszerkiállításon Los Angelesben. A viszonylag magas ár ellenére nagyon gyorsan elkeltek az elkészült példányok. Valószínűleg befektetési szándékkal is vásároltak, amit igazolni látszik az, hogy ha ritkán felbukkan egy-egy példány különböző aukciókon az eredetinél jóval magasabb áron kel el . A gitárok mindegyikét John Cruz mesterépítő készítette, sorszámozottak – az első elkészült példány a JC044, az utolsó a JC229 (tehát nem 1-től 100-ig terjedő futósorszámot alkalmaztak). A készítésénél minden apró részletre kiterjedő mérést elvégeztek az eredeti gitáron, és így teljesen pontos másolatokat készíthettek – beleértve a hangszedő pontos kimeneti jelszintjét, sérüléseket, kifakulás- kopás- korróziónyomokat, égő cigaretta által okozott pörkölődést. Érdekesség, hogy a fejen látható repedés szimulált, kizárólag esztétikai – nem veszélyezteti a nyak stabilitását, így a gitár nem csak kiállítási darab lehet, hanem kitűnően játszható.